# Bernardino Mei

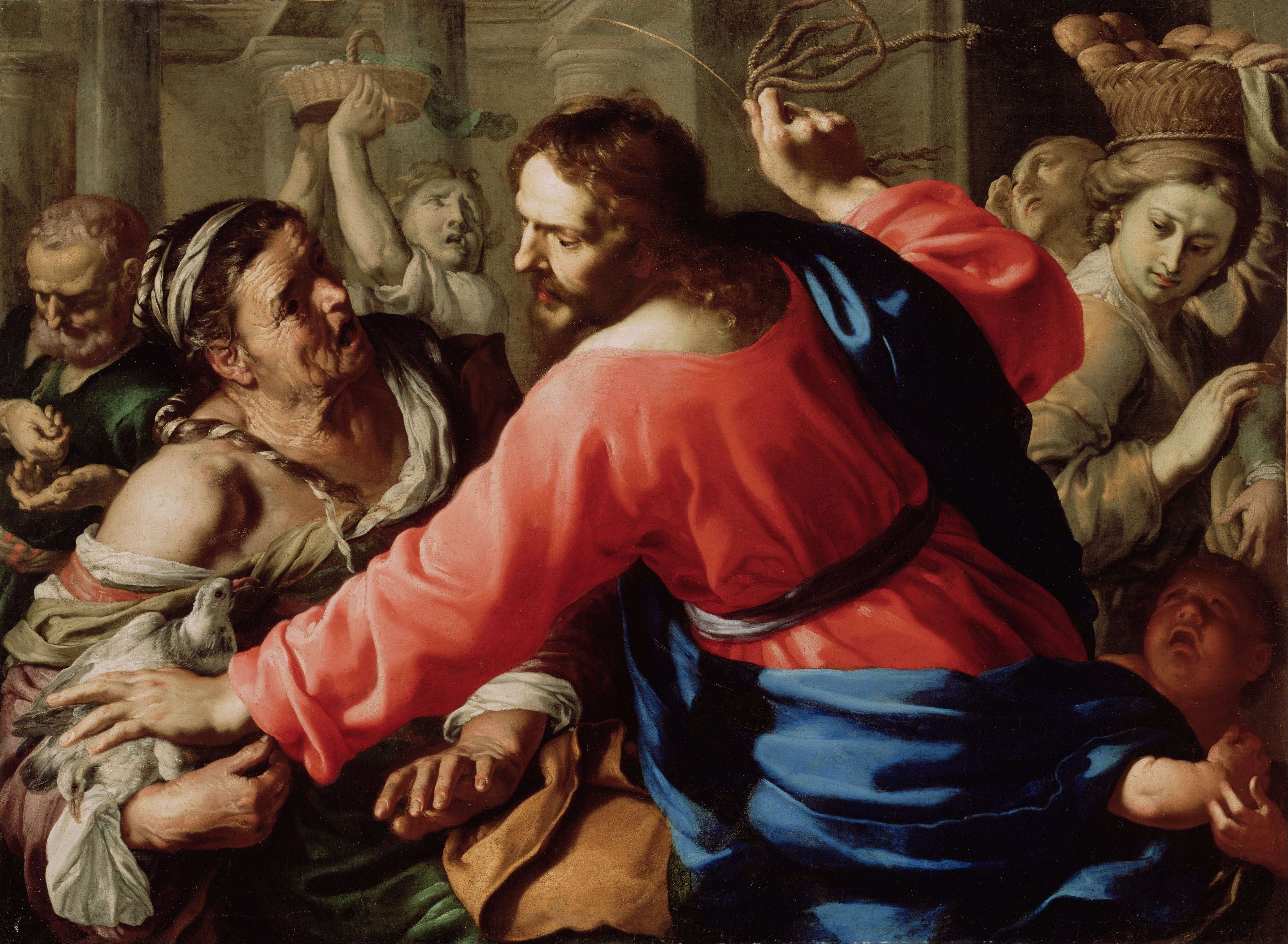
Cristo expulsando a los mercaderes del Templo, ca. 1655.

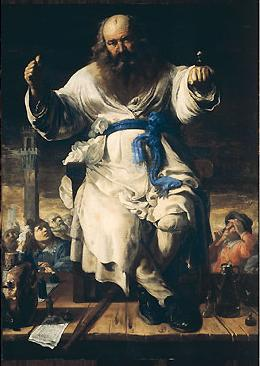
El charlatán, 1656.

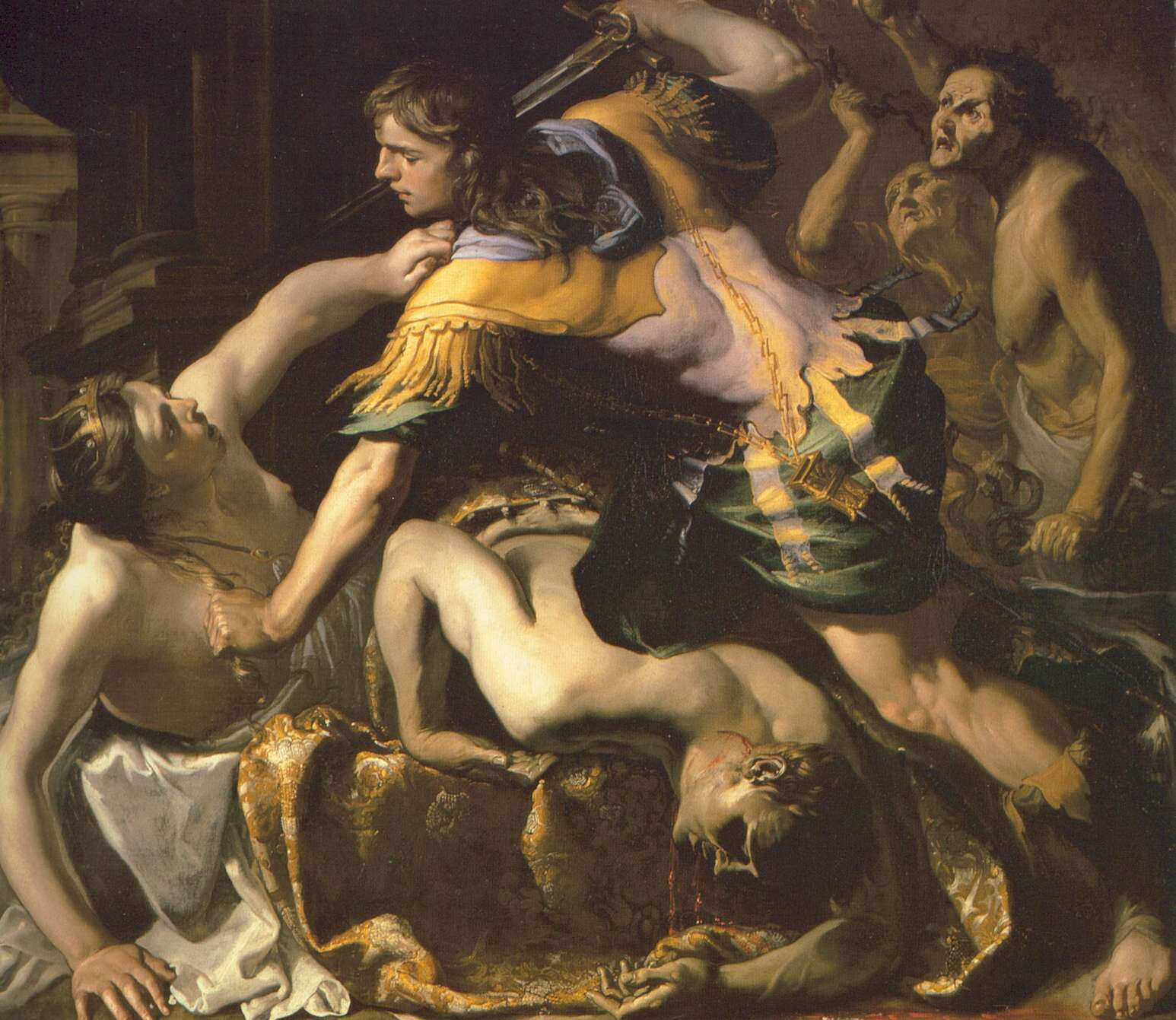
Orestes matando a Clitemnestra, 1655.

Bernardino Mei (Siena, octubre de 1612 – Roma, 1676) fue un pintor y grabador italiano del Barroco, de la escuela de Siena, protegido por la casa de Chigi.
Tuvo un breve aprendizaje con el cartógrafo y dibujante sienés Giuliano Periccioli, con el que aprendió el arte del grabado. Luego pasó al taller del pintor Rutilio Manetti y probablemente también al de Francesco Rustici. Se ha propuesto que también habría estudiado con Raffaelle Vanni, del que tomaría su efecto de una peculiar luz plateada. Luigi Lanzi prefería no especular sobre su formación (non so chi gli fu maestro -"no sé quién fue su maestro"-).
Comenzó a trabajar como pintor en la zona de Siena, donde llamó la atención del cardenal Fabio Chigi, quien, tras ascender al pontificado como Alejandro VII (1655), le llamó a Roma en 1657. Ingresó en la Accademia di San Luca y realizó regularmente encargos de pintura religiosa para el papa y su sobrino, el cardenal Flavio Chigi.
Recibió la influencia de Mattia Preti, Andrea Sacchi, Pier Francesco Mola y Guercino, hasta tal punto que su fresco de Aurora en el Palazzo Bianchi Bandinelli fue erróneamente atribuido al propio Guercino hasta el siglo XX. Entabló amistad con Gian Lorenzo Bernini, cuyo taller frecuentaba, y aplicó el sentido de acción teatral de este famoso escultor a sus propios temas mitológicos y alegóricos.
Mei estuvo siempre vinculado a la corte sienesa y después romana de los Chigi, al igual que el pintor toscano Giovanni Maria Morandi; no obstante también trabajó para los Piccolomini, para los que realizó tres deliciosas miniaturas del Libro dei leoni (conservado actualmente en el Archivio di Siena), demostrando versatilidad en las más diversas técnicas pictóricas e iconografías. Sus últimas obras evidencian la influencia de Carlo Maratti en su paleta aligerada y formas monumentales.
En el siglo XIX la consideración de Bernardino Mei se limitó a la de un seguidor de otros maestros de mayor importancia, sin estilo propio; siendo reivindicado a finales del siglo XX, sobre todo a partir de la exposición Bernardino Mei e la pittura barocca a Siena (Siena, 1987).